# اس‌ان بروکسل ایرلاینز
اس‌ان بروکسل ایرلاینز (انگلیسی: SN Brussels Airlines) شرکت هواپیمایی بلژیکی است، که در سال ۲۰۰۲ تأسیس شد.